# Erkki Mäkimattila
Erkki Johannes Mäkimattila (till 1954 Mäkinen), född 28 augusti 1895 i Åbo, död 1976, var en finländsk ingenjör.
Mäkimattila, som var son till målarmästare Johan Mäkinen och Maria Kiviniemi, blev student 1915 och diplomingenjör 1924. Han blev fänrik 1919, ingenjörlöjtnant 1926, ingenjörkapten 1928,  ingenjörmajor 1933 och ingenjöröverstelöjtnant 1936. Han var officer i Finlands armé och skyddskåren 1919–1921, ingenjör i krigshamnen 1924, i flygskolan 1924–1925, i försvarsministeriet 1925–1927, driftsingenjör vid Statens flygmaskinsfabrik 1927–1932, verkställande direktör där 1933–1941 och verkställande direktör vid Sako Oy 1941–1946. Han var därefter maskiningenjör vid Järnvägsstyrelsens maskinavdelning 1946–1952 och chef vid Statsjärnvägarnas 2. maskindistrikt från 1952 till pensioneringen 1962. Han var besiktningsman för civila flygmaskiner 1931–1937.